# Buell Lightning XB9S
Die Buell Lightning XB9S ist ein Motorrad der Kategorie Naked Bike der Buell Motorcycle Company. Auf Grund ihres technisch radikalen Aufbaus und das Aussehen kommt sie zudem dem Typ Streetfighter nahe.

## Allgemeines
Die Lightning XB9S ergänzte ab dem Modelljahr 2003 die ein Jahr früher mit der Firebolt XB9R eingeführte neue XB-Modellreihe. Das Design orientiert sich mit dem kleinen Windschild und dem markanten kurzen Rahmenheck stark an den Vorgängermodellen S1 Lightning und X1 Lightning.
Die letzten Exemplare der Lightning XB9S wurden Mitte 2004 abverkauft, als Nachfolger trat zum Modelljahr 2005 die Lightning CityX XB9SX mit Motocross-Elementen (Lenker, Handprotektoren, Scheinwerferschutzgitter) an.
Die technischen Daten sind mit denen der Firebolt XB9R nahezu identisch.

## Technik
Anders als die 2004 eingeführten 12er Modelle arbeitet hier ein leicht kurzhubig ausgelegtes 60-Kubikinch-Triebwerk im Chassis. Dies beschert der 9er XB ein besseres Drehmoment und ein um ca. 1.000/min  breiteres nutzbares Drehzahlband. Somit unterscheidet sich die Motorcharakteristik deutlich von der langhubig ausgelegten, 218 cm³ größeren Maschine der Lightning XB12S.